# Kanayo Megwa
Kanayochukwu „Kanayo“ Megwa (* 5. März 2004 in London) ist ein englischer Fußballspieler, der bei Hibernian Edinburgh in der Scottish Premiership unter Vertrag steht.

## Karriere
Kanayo Megwa wurde in der britischen Hauptstadt London als Sohn nigerianischer Eltern geboren. Anfang der 2010er Jahre spielte er in verschiedenen Jugendmannschaften in Dubai, bevor er in die Brooke House College Football Academy wechselte. Im Sommer 2021 unterschrieb der 17-Jährige nach einem erfolgreichen Probetraining einen Profivertrag bei Hibernian Edinburgh aus Schottland.
Für die Rückrunde der Saison 2022/23 wechselte er auf Leihbasis zum Drittligisten Kelty Hearts. Sein Ligadebüt gab er am 4. März 2023 gegen Edinburgh City. Bis zum Ende der Saison kam er auf insgesamt neun Ligaspiele und stand dabei immer in der Startelf in der Mannschaft von John Potter. Nach seiner Rückkehr nach Edinburgh trainierte und spielte er mit der ersten Mannschaft im Trainingslager in Spanien vor der Saison 2023/24. Sein Debüt in der ersten Mannschaft gab er am 13. August 2023, als er im Ligaspiel gegen den FC Motherwell für Lewis Stevenson eingewechselt wurde. Im September 2023 wurde Megwa an den schottischen Zweitligisten Airdrieonians FC verliehen.